# Stig Alemyr
Stig Roland Alemyr (i riksdagen kallad Alemyr i Vimmerby), född 17 augusti 1924 i Göteborgs Kristine församling i Göteborg, död 13 januari 2006 i Linköpings Skäggetorps församling i Östergötlands län, var en svensk folkhögskolerektor och socialdemokratisk politiker. 
Alemyr studerade vid Göteborgs högskola och var 1946-1949 ordförande för Göteborgs socialdemokratiska studentförening. 
Alemyr var riksdagsledamot 1957−1994, invald i Kalmar läns valkrets. Innan enkammarriksdagens införande 1971 var han ledamot i andra kammaren. Han var ordförande i utbildningsutskottet 1971−1982, i utrikesutskottet 1982−1991 och förste vice talman 1991−1994. Han var även ledamot i den socialdemokratiska partistyrelsen (1968−1993), ordförande i Europarådets svenska delegation (1983−1991), ordförande i riksdagens valberedning, ledamot i Krigsdelegationen och utrikesnämnden samt suppleant i konstitutionsutskottet. 
Alemyr deltog i ett flertal statliga utredningar och bidrog i riksdagen till reformeringen av grundskolan, gymnasiet och högskolan. Han var rektor för Vimmerby folkhögskola 1956–1989. Stig Alemyr är begravd på Gamla griftegården, Linköping.

### Allmänna
- Riksdagens hemsida
- Nationalencyklopedin